# محمد علی بن عثمان میلادی
محمد علی بن عثمان میلادی (انگلیسی: Mohamed Ali Ben Othmen Miladi؛ زادهٔ ۱۲ مهٔ ۱۹۹۱) بازیکن والیبال اهل تونس است.